# 小日向文世
小日向文世（1954年1月23日—），日本男演员，出生在北海道三笠市。北海道三笠高等学校、东京写真专门学校（现在的东京视觉艺术专门学校）毕业。爱称“コヒさん”。經紀公司為FATHER'S CORPORATION。小日向以精湛演技的綠葉路線為人所知。

## 生平
小日向於专门学校毕业之后，负责给歌手、演员中村雅俊服务。1977年，加入了串田和美创办的オンシアター自由剧场。1996年剧场解散，开始在电影和电视剧中活跃起来。因为出演月九劇《HERO》而走红。2004年，演出电影《银色天使》，此為其初主演。2008年演出电视剧《明天的喜多善男 - 世界第一不幸的男人，奇迹的11天》。

## 人物
- 父亲是原三笠市职员，小日向是家中的次子，有一个哥哥和一个姐姐。
- 39岁结婚，41岁长子出生，44岁次子出生。

## 演出作品

### 電視劇
- 耶和華見證人和血（1993年）
- 美味大挑戰（製麵公司社長，1996年）
- NHK大河劇
  - 毛利元就（木村，1997年）
  - 德川慶喜（西周，1998年）
  - 新選組！（佐藤彦五郎，2004年）
  - 風林火山（諏訪賴重，2007年）
  - 平清盛（源為義，2012年）
  - 真田丸（豐臣秀吉，2016年）
- 週二懸疑劇場 「女檢事・霞夕子11 家族写真」（池川敦夫，1997年）
- 新聞女郎 第10集・第11集（内山田，1998年）
- 神啊！請多給我一點時間 第10集（1998年）
- 世界奇妙物語
  - 秋之特別編「有期徒刑30日」（律師，1998年）
  - 春之特別編「持槍男」（課長，2000年）
  - 春之特別編「討厭的小孩」（高部雄三，2001年）
  - 春之特別編「回想列車」（輿水，2007年）
- 三十拉警報 第9集（1999年）
- 古畑任三郎
  - 古畑任三郎 第3季「悲哀的完全犯罪」（小田嶋佐吉，1999年）
  - 古畑任三郎 完結篇「最後之舞」（ブルガリ三四郎 / 誉陽一，2006年）
- 京極夏彦 「怪」 第三集（吟蔵，2000年）
- HERO（末次隆之，2001年）
  - HERO特別編（末次隆之，2006年）
  - HERO第二季（末次隆之，2014年）
- 救命病棟24小時II（神林千春，2001年）
- 白線流（2001年）
- 木更津貓眼（田淵公助，2002年）
- 金融小子（辰美周二，2002年）
- NHK晨間劇
  - 滿天（穂積甚六，2002年）
  - 小希的洋菓子（池畑大悟，2015年）
  - 怪變（松野勘右衛門，2025年）
- HR 第14集（2003年）
- Orange Days（堺田教授 ，2004年）
- 金田一耕助登場作品（橫溝正史，2004年）
  - 八墓村（2004年）
  - 女王蜂（2006年）
  - 惡魔吹著笛子來（2007年）
- 菜鳥老師來報到（種田直文 ，2004年）
- 幸福的六年（2004年）
- 虎與龍 第7集（柳亭小しん ，2005年）
- 琉璃之島（米盛照明 ，2005年）
- 科搜研之女 第2季 第9集（楠見純一 ，2005年）
- 相棒 season4 第4集・第5集（村木重雄 ，2005年）
- 空姐特訓班（櫻田信哉 ，2006年）
  - 空姐特訓班 澳大利亞雪梨篇（櫻田信哉 ，2007年）
  - 空姐特訓班 夏威夷檀香山篇（櫻田信哉 ，2008年）
- 佐賀的超級阿嬤（北村先生 ，2007年）
- 警視廳搜查一課9係 第二季 第1集・第2集（赤岩晴彦 ，2007年）
- 向牛許願（寺西悠太郎 ，2007年）
- 明天的喜多善男（喜多善男 ，2008年）
- 81diver（鈴木歩人 ，2008年）
- 太陽與海的教室（神谷龍之介 ，2008年）
- 結婚萬歲（雨宮邦夫 ，2009年）
- 三角效應（丸山慶太 ，2009年）
- 仁醫 （勝海舟，2009年）
  - 仁醫2（勝海舟，2011年）
- W的悲劇（中里右京，2010年）
- 震撼鮮師（水城賢一，2010年）
- 暴走法醫（武田伸生，2011年）
- 專業主婦偵探（藤元泰介，2011年）
- 鬼壓床了沒（受傷的男子，2011年）
- 神聖怪物們（大久保志郎，2012年）
- 浪花少年偵探團（中田幸夫，2012年）
- 高橋留美子劇場「紅色花束」（吉本一，2012年）
- 大奧 ～誕生【有功·家光篇】（万里小路有純，2012年）
- DOUBLE FACE 潛入搜查篇（織田大成，2012年）
  - DOUBLE FACE 偽裝警察篇（織田大成，2012年）
- 我的學生是惡夢（古藤万之介，2012年）
- LAST HOPE（古牧利明，2013年）
- 最強名醫 特別篇（松田義雄，2013年）
  - 最強名醫 第2季 第5集 - 完結篇（松田義雄，2013年）
  - 最強名醫 新春特別篇（松田義雄，2015年）
- 非常審查官（小石川春夫，2014年）
  - 非常審查官特別篇（小石川春夫，2015年）
  - 非常審查官2（小石川春夫，2017年）
  - 非常審查官3（小石川春夫，2019年）
  - 非常審查官4（小石川春夫，2021年）
  - 非常審查官 新春特別篇（小石川春夫，2022年）
- MOZU（津城俊輔，2014年）
  - MOZU 第2季 （津城俊輔，2014年）
- 王牌大醫生（圓能寺一雄，2015年）
- 危機大神（白川誠一郎，2015年）
- 澄和蓳 （天野早雲，2016年）
- 首相閣下的料理人（阿藤一郎，2016年）
- 重版出来！（三藏山龍，2016年）
- 澪之料理帖（種市，2017年）
- 行騙天下JP （理察，2018年）
- 高嶺之花　（月島市松，2018年）
- Legal V～前律師·小鳥遊翔子～（天馬壯一郎，2018年）
- 東野圭吾信特別篇 （平野宗一郎，2018年12月19日）
- 警察之家 （高平厚彥，2019年）
- 教場 （四方田秀雄，2020年）
- 70歲生第一個孩子（日语：セブンティウイザン） （江月朝一，2020年）
- 這時候製作了部新劇 第2夜「再見MyWay!!!」（宍戶道男，2020年）
- MIU404 （蒲郡慈生，2020年）
- 危險的維納斯（兼岩憲三，2020年）
- 教場II （四方田秀雄，2021年）
- 第1刑事部的烏鴉（駒澤義男，2021年）
- 勿說是推理 第5集（牛田悟郎，2022年）
- 競爭的維護者（藤堂清正，2022年）
- 風間公親－教場0－ （四方田秀雄，2023年）
- VIVANT（長野利彥，2023年）
- 下剋上球兒（犬塚樹生，2023年）
- Believe－為你架起的橋梁－（磯田典孝，2024年）
- 如積雪般的永寂（灰川十三，2024年）
- 全領域異常解決室（宇喜之民生，2024年）
- 小鎮星熱點（村上文男，2025年）
- 人事的人見（里井嘉久，2025年）

### 電影
- 上海バンスキング（日语：上海Vance King）（弘田真造，1988年）
- 再婚驚魂記（電視局製作人，2000年）
- 暗水幽灵（浜田邦夫，2002年）
- 木更津貓眼 日本系列（田淵公助，2003年）
  - 木更津貓眼 世界系列（田淵公助，2006年）
- 綁架遊戲（制服警官，2003年）
- 69 sixty nine（吉岡先生，2004年）
- 喇叭書院（鈴木泰三，2004年）
- 現在，很想見你（野口醫師，2004年）
- TOUCH（上杉信悟，2005年）
- 永遠的三丁目的夕陽（川淵康成，2005年）
  - ALWAYS再續幸福的三丁目（川淵康成，2007年）
- 聽說你愛我（佐藤安二朗，2006年）
- 儘管如此我沒做過（室山省吾，2007年）
- 等待，是為了和妳相遇（遠山悟朗，2007年）
- HERO（末次隆之，2007年）
  - HERO（末次隆之，2015年）
- 我的機器人女友（電視記者，2008年）
- 魔幻時刻（長谷川謙十郎，2008年）
- 夢想起飛：菜鳥空姐的處女航（望月貞男，2008年）
- K20：怪人二十面相（南部先生，2008年）
- 大盜五右衛門（弥七，2009年）
- 重力小丑（奥野正志，2009年）
- 不沉的太陽（国民航空123號操縦士，2009年）
- 極惡非道（組織犯罪對策課刑警片岡，2010年）
  - 極惡非道2（組織犯罪對策課刑警片岡，2012年）
- 我與妻子的1778個故事（新聞集金人 ，2011年）
- 鬼壓床了沒（段田譲治，2011年）
- 逆轉裁判（灰根高太郎，2012年）
- 來觀光吧！縣廳款待課（高知縣知事 中浜龍次郎，2013年）
- 我的學生是惡夢 電影版（古藤万之介，2014年）
- 所羅門的偽證（津崎正男，2015年）
- 預告犯（設樂木匡志，2015年）
- MOZU電影版（津城俊輔，2015年）
- 生存家族（鈴木義之，2017年）
- THE LAST COP（神野晴彥，2017年）
- 乒乓情人夢（富田達郎，2017年）
- 鋼之鍊金術師（哈古洛，2017年）
- 當祈禱落幕時（淺居忠雄 ，2018年）
- 假面飯店（能勢警官 ，2019年）
  - 假面飯店：假面之夜（能勢警官 ，2021年）
- 信用詐欺師JP「浪漫篇」（理查 ，2019年）
  - 信用詐欺師JP「公主篇」（理查 ，2020年）
  - 信用詐欺師JP「英雄篇」（理查 ，2022年）
- 阿基米德大戰（宇野積蔵，2019年）
- 電影版 鴉色刑事組（駒澤義男，2023年）
- 非常審查官 THE FINAL（小石川春夫，2023年）
- ULTRAMAN：崛起（佐藤教授、配音，2024年）
- 海岸村的日出日落（大津誠一郎，2025年）

### 電視動畫
2017年
- 犬屋敷（犬屋敷壹郎）[1]

### 網路電視劇
- 監獄官（日语：プリズン・オフィサー）（平凡太，2015年）
- （司湯達，2022年）